# Kutno
Kutno es un pueblo situado en el centro de Polonia con 48 000 habitantes (en 2005) y un área de 33,6 km². Se encuentra en el voivodato de Łódź desde 1999, ya que entre 1975 y 1998 perteneció al voivodato de Płock.
Durante la Invasión alemana de Polonia de 1939, dentro y alrededor del pueblo, las fuerzas polacas mandadas por el general Tadeusz Kutrzeba dirigieron una ofensiva que posteriormente fue llamada batalla de Bzura.
- Datos: Q202160
- Multimedia: Kutno / Q202160